# Coppa Italia 2012-2013 (calcio a 5)
La 28ª Coppa Italia di calcio a 5, denominata  Final Eight di Coppa Italia 2013, si è svolta dal 28 febbraio al 3 marzo 2013 a Pescara nel Palasport Giovanni Paolo II.
A partecipare alle Final Eight sono state le squadre che hanno chiuso il girone di andata dell'campionato di serie A 2012-2013 nei primi otto posti della classifica.
Il sorteggio è stato effettuato giovedì 7 febbraio alle 11:30 presso la sala Consiliare del Comune di Pescara, in piazza Italia.
Le gare di Final Eight sono state trasmesse sui canali Rai Sport 1 e Rai Sport 2.

## Formula
Le prime otto classificate dopo il girone di andata vengono raggruppate in due gruppi: nel gruppo A ci sono le prime quattro della classifica dopo il girone di andata mentre, nel gruppo B, quelle dal quinto all'ottavo posto. Nei quarti di finale, si affrontano una squadra del gruppo A ed una del gruppo B in una gara unica. Le vincenti accedono alle semifinale e poi alla finale per il primo posto, anch'esse in gara unica. La vincitrice della finale si aggiudica il trofeo. La formula prevede che in tutte le gare, esclusa la finale, in caso di parità dopo i tempi regolamentari la vittoria verrà assegnata direttamente ai calci di rigore. Nella finale, invece, in caso di parità dopo i 40' si svolgeranno due tempi supplementari di 5 minuti ciascuno. In caso di ulteriore parità al termine degli stessi, la coppa verrà assegnerà dopo i calci di rigore.

## Squadre qualificate

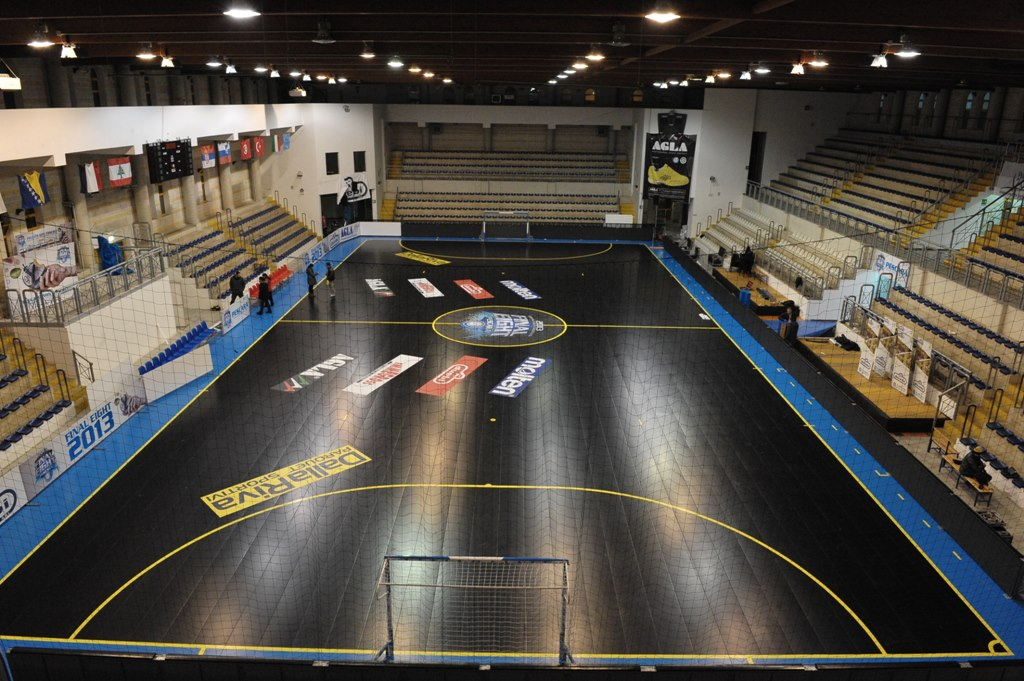
Il Palasport “Giovanni Paolo II” durante la manifestazione

| Gruppo A | Gruppo A  | Gruppo B | Gruppo B     |
| 1        | Asti      | 5        | Pescara      |
| 2        | Lazio     | 6        | Marca        |
| 3        | Luparense | 7        | Cogianco     |
| 4        | Pescara   | 8        | Montesilvano |

## Il Palazzetto
Per la prima volta, dopo tre anni a Padova, la competizione si giocherà al Palasport Giovanni Paolo II di Pescara, palazzetto che ospiterà in contemporanea anche le Final Eight di Coppa Italia Under 21 e Serie A femminile. Il palazzetto può accogliere circa 2.500 persone a sedere. Il fondo di gioco è in parquet.

## Tabellone
|  | Quarti di finale | Quarti di finale | Quarti di finale |           |              | Semifinali   | Semifinali | Semifinali |  |  | Finale | Finale | Finale |  |
|  |                  |                  |                  |           |              |              |            |            |  |  |        |        |        |  |
|  | Lazio            | Lazio            | 3(4)             |           |              |              |            |            |  |  |        |        |        |  |
|  | Lazio            | Lazio            | 3(4)             |           |              |              |            |            |  |  |        |        |        |  |
|  | Cogianco         | Cogianco         | 3(5)             |           |              |              |            |            |  |  |        |        |        |  |
|  | Cogianco         | Cogianco         | 3(5)             |           | Cogianco     | Cogianco     | 7          |            |  |  |        |        |        |  |
|  |                  |                  |                  |           | Cogianco     | Cogianco     | 7          |            |  |  |        |        |        |  |
|  |                  |                  | Marca            | Marca     | 0            |              |            |            |  |  |        |        |        |  |
|  | Pescara          | Pescara          | Marca            | Marca     | 0            | 4(11)        |            |            |  |  |        |        |        |  |
|  | Pescara          | Pescara          |                  |           |              |              |            |            |  |  |        |        |        |  |
|  | Marca            | Marca            | 4(12)            |           |              |              |            |            |  |  |        |        |        |  |
|  | Marca            | Marca            | 4(12)            |           | Cogianco     | Cogianco     | 1          |            |  |  |        |        |        |  |
|  |                  |                  |                  |           |              |              |            |            |  |  |        |        |        |  |
|  |                  |                  | Luparense        | Luparense | 3            |              |            |            |  |  |        |        |        |  |
|  | Asti             | Asti             | Luparense        | Luparense | 3            | 3            |            |            |  |  |        |        |        |  |
|  | Asti             | Asti             |                  |           |              |              |            |            |  |  |        |        |        |  |
|  | Montesilvano     | Montesilvano     | 4                |           |              |              |            |            |  |  |        |        |        |  |
|  | Montesilvano     | Montesilvano     | 4                |           | Montesilvano | Montesilvano | 1(2)       |            |  |  |        |        |        |  |
|  |                  |                  |                  |           | Montesilvano | Montesilvano | 1(2)       |            |  |  |        |        |        |  |
|  |                  |                  | Luparense        | Luparense | 1(3)         |              |            |            |  |  |        |        |        |  |
|  | Luparense        | Luparense        | Luparense        | Luparense | 1(3)         | 4            |            |            |  |  |        |        |        |  |
|  | Luparense        | Luparense        |                  |           |              |              |            |            |  |  |        |        |        |  |
|  | Pescara          | Pescara          | 2                |           |              |              |            |            |  |  |        |        |        |  |

## Risultati

### Quarti di finale
Le otto squadre classificate si incontreranno in gare di sola andata.
Risulteranno qualificate alla semifinali le quattro squadre che nei rispettivi incontri avranno segnato il maggior numero di reti.
In caso di parità, al termine dei tempi regolamentari, si procederà direttamente ai calci di rigore.
| Arbitri: | Tito Stampacchia (Modena) Gianantonio Leonforte (Vicenza) Antonino Tupone (Lanciano) |
| Crono:   | Gianni Maurizio Vecchione (Terni)                                                    |

|                                                     |                      |                                                |
| Grana 23'09’’ (aut.) Ippoliti 25'17’’ Dimas 39'10’’ | Marcatori            | 14'10’’ Grana 16'48’’ Giasson 38'06’’ Maurício |
| PC Foglia Bacaro Marchetti Ippoliti                 | Tiri di rigore 4 – 5 | Giasson Batata Maurício Saúl Paulinho          |

| Arbitri: | Gianmichele Frasconi (Olbia) Vincenzo Giannantonio (Campobasso) Antonio Gallo (Torre Annunziata) |
| Crono:   | Rosario La Cerra (Battipaglia)                                                                   |

| |                        | |
| Zanchetta 9'15’’ Chaguinha 12'52’’ Murilo 16'45’’ Héctor 30'13’’                                                            | Marcatori              | 10'14’’ Jonas 23'08’’ (aut.) Zaramello 28'43’’, 33'17’’ Duarte                                                 |
| Chaguinha Zanchetta Héctor Silveira Delpizzo Murilo Schmitt Ficili Zaramello Giansante Di Matteo Chaguinha Zanchetta Héctor | Tiri di rigore 11 – 12 | Bertoni Jonas Blanco Nora Duarte Ercolessi Chimanguinho Follador Kuromoto Caverzan De Zen Bertoni Jonas Blanco |

| Arbitri: | Giacomo De Varti (Foggia) Marco Vocca (Battipaglia) Giovanni D’Oria (Bari) |
| Crono:   | Antonio Sessa (Foggia)                                                     |

|                                               |           |                                                                   |
| Vampeta 24'11’’ Fortino 35'12’’ Ramon 35'51’’ | Marcatori | 32'11’’ Bocão 36'17’’ Calderolli 39'13’’ Júnior 39'30’’ Velázquez |

| Arbitri: | Domenico Daidone (Trapani) Arnaldo Ciciarello (Catanzaro) Walter Mameli (Cagliari) |
| Crono:   | Giancarlo Lombardi (Roma 1)                                                        |

|                                                       |           |                      |
| Rogério 4'35’’ Canal 33'45’’, 39'54’’ Saiotti 37'57’’ | Marcatori | 5'31’’, 11'45’’ Daví |

### Semifinali
Le quattro squadre classificate si incontreranno in gare di sola andata.
Risulteranno qualificate alla finale le due squadre che nei rispettivi incontri avranno segnato il maggior numero di reti.
In caso di parità, al termine dei tempi regolamentari, si procederà alla effettuazione dei calci di rigore.
| Arbitri: | Angelo Galante (Ancona) Nicola Manzione (Salerno) Gianluca Mastri (Jesi) |
| Crono:   | Andrea Bagnariol (Pordenone)                                             |

| |           |  |
| Rescia 14'10’’, 18'59’’ Maurício 15'50’’ Paulinho 26'31’’ Saúl 31'38’’ Giasson 37'53’’ De Bella 38'46’’ | Marcatori |  |

| Arbitri: | Francesco Massini (Roma 1) Andrea Sabatini (Bologna) Alessandro Merenda (Reggio Calabria) |
| Crono:   | Matteo Cattaneo (Bergamo)                                                                 |

|                               |                      |                                          |
| Canal 04'34’’                 | Marcatori            | 26'36’’ Burato                           |
| Pedotti Honorio Canal Rogério | Tiri di rigore 3 – 2 | Júnior Bocão Calderolli Cuzzolino Burato |

### Finale
Risulterà vincitrice della Coppa Italia di Serie A a squadra che avrà segnato il maggior numero di reti. In caso di parità, al termine dei tempi regolamentari, si effettueranno due tempi supplementari della durata di 5 minuti ciascuno. In caso di ulteriore parità si procederà alla effettuazione dei calci di rigore.
| Arbitri: | Alessandro Malfer (Rovereto) Mauro Albertini (Ascoli Piceno) Filippo Ragalà (Bologna) |
| Crono:   | Sergio Scali (Pinerolo)                                                               |

| |            | |
| Maurício 15'23’’ | Marcatori  | 06'16’’ Honorio 28'10’’, 39'57’’ Rogério |
| · Michele Miarelli · Batata · Maximiliano Rescia · Manoel Crema · Saúl Olmo · Fernando Grana · Daniel Giasson · Maurício · Simone De Bella · Giuseppe Mentasti · Paulinho · Luca Leofreddi | Formazioni | · Davide Putano · Humberto Honorio · Alex Merlim · Mauro Canal · Rogério · Andrea Bertollo · Geison Tolotti · Francesco Buonanno · Gelson Saiotti · Alessandro Bertollo · Mattia Andretta · Rodrigo Cavicchio |
| Alessio Musti | Allenatori | Fulvio Colini |

## Classifica marcatori
| Gol |  |  | Giocatore          | Squadra   |
| --- |  |  | ------------------ | --------- |
| 3   |  |  | Mauro Canal        | Luparense |
| 3   |  |  | Rogério            | Luparense |
| 3   |  |  | Maurício           | Cogianco  |
| 2   |  |  | Vinícius Duarte    | Marca     |
| 2   |  |  | Daví               | Pescara   |
| 2   |  |  | Maximiliano Rescia | Cogianco  |
| 2   |  |  | Daniel Giasson     | Cogianco  |

## Premi
- Miglior giocatore: Humberto Honorio (Luparense)[4]
- Miglior portiere: Michele Miarelli (Cogianco)